# Сильва, Америко
Америко Сильва (исп. Américo Silva, 16 марта 1933 — 31 марта 1972) — венесуэльский революционер, один из основателей и руководителей Левого революционного движения и «Красного знамени». Отец троих сыновей.

## Биография
В 12 лет, после смерти своего отца, был вынужден бросить школу и пойти вместе со своими пятью братьями работать. Работая уборщиком, официантом, торговцем и проходных нефтяных компаний сталкивается с социальным неравенством. С 15 лет ведет со своими друзьями, в том числе Симоном Саэсом Меридой политические беседы. В 20 лет, в 1953 г. присоединяется к борьбе с диктатурой Переса Хименеса. В 23 года — член подпольной рабочей организации в Сан-Феликсе. Помогает в деятельности профсоюза металлистов и крестьянской самоорганизации.
После свержения диктатуры работает над программами Национального аграрного института по перераспределению земли латифундистов в пользу беднейших крестьян. В 1960 г. становится одним из организаторов Левого революционного движения, ведет военно-политическую подготовку его активистов.
В 1961 г. принимает участие в городской герилье и в 30 лет руководит арьергардом и логистикой партизанского фронта имени Эсекиеля Саморы. Создает и становится первым команданте фронта имени Антонио Хосе де Сукре. Дважды посещает Кубу и возвращается на родину 8 мая 1967 г. высаживаясь в Мачурукуто.
В 1970 г. в результате раскола в Левом революционном движении, вместе с радикальным крылом создает организацию «Красное знамя», выступающую за продолжение борьбы и отказ от сотрудничества с правительством Рафаэля Кальдеры. С 1971 г. ведет политическую работу в городских трущобах, среди рабочих, студентов и крестьян.
31 марта 1972 г. погиб в бою с национальной гвардией.

## Память
После гибели Америко Сильвы организация «Красное знамя» сменила своё название на «Красное знамя — фронт имени Америко Сильвы».